# Ranunculus multifidus
Ranunculus multifidus là một loài thực vật có hoa trong họ Mao lương. Loài này được Forssk. miêu tả khoa học đầu tiên năm 1775.